# Jeugdinrichting

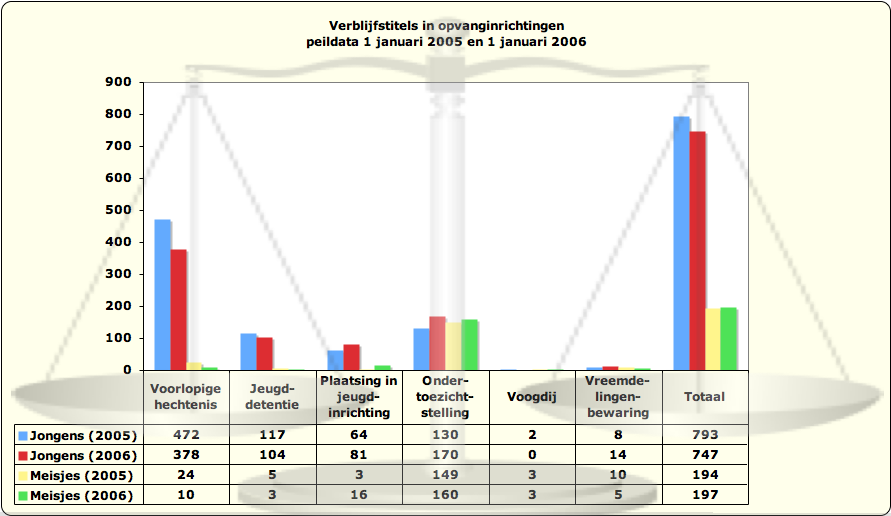
Verblijfstitels in opvanginrichtingen(grafiek gebaseerd op de gegevens in het rapport van de Algemene Rekenkamer Detentie, behandeling en nazorg criminele jeugdigen - 26 september 2007)

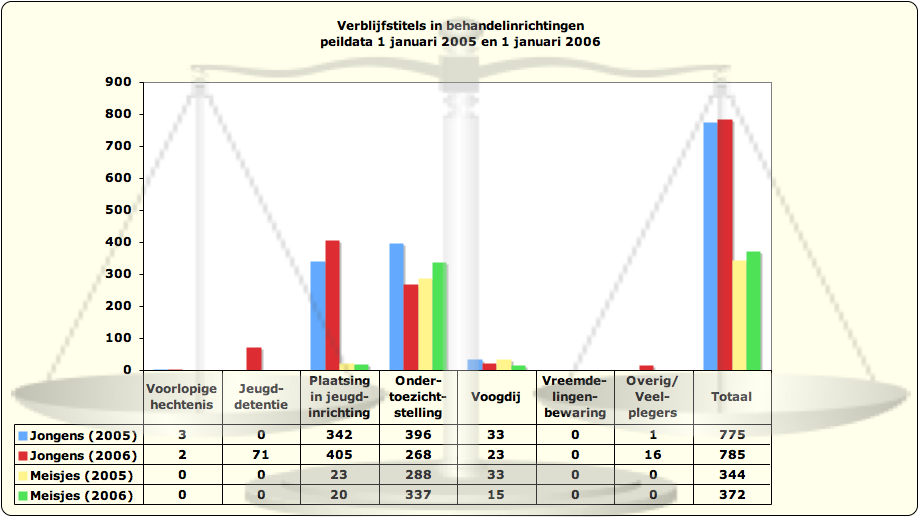
Verblijfstitels in behandelinrichtingen(grafiek gebaseerd op de gegevens in het rapport van de Algemene Rekenkamer Detentie, behandeling en nazorg criminele jeugdigen - 26 september 2007)

Justitiële Jeugdinrichtingen zijn gesloten of besloten instellingen voor minderjarigen. In deze inrichtingen verblijven jongeren, die worden opgevoed en behandeld op basis van justitiële maatregelen (Ondertoezichtstelling of een PIJ-maatregel). Er zijn in Nederland elf justitiële jeugdinrichtingen, waarvan vier rijksinrichtingen en vijf particuliere jeugdinrichtingen.

## Locaties

### Rijks Justitiëlejeugdinrichtingen
- De Hartelborgt
- De Hunnerberg
- Den Hey-Acker
- Horsterveen

### Particuliere Jeugdinrichtingen
- Amsterbaken (gesloten)
- Horizon Kolkemate (voorheen Avenier, opgeheven)
- Het Keerpunt (gesloten)
- Juvaid (Het Poortje)
- JJI Lelystad
- Teylingereind
- Schakenbosch (gesloten)
- JJC (op het terrein van Schakenbosch; gesloten)
- Transferium Jeugdzorg
- OGH Zetten

## Maatregelen
In justitiële jeugdinrichtingen kunnen jongeren worden opgenomen. Deze opname kan op basis van het strafrecht in de vorm van:
- voorlopige hechtenis
- detentie
- plaatsing in Jeugdinrichting (PIJ)

In een instelling voor (gesloten) jeugdzorg kunnen jongeren worden opgenomen op basis van het burgerlijk recht
- ondertoezichtstelling (OTS)
- voogdij
- vreemdelingenbewaring

Sinds 2010 wordt in alle jeugdinrichtingen opvang en behandeling geboden. Alle jongeren worden behandeld via de basismethodiek YOUTURN. Daarnaast kunnen de jongeren op indicatie erkende gedragsinterventies volgen in het kader van hun behandeling. Daarvoor waren er twee soorten inrichtingen:
- opvanginrichtingen: daarin verblijven voorlopig gehechte (in voorarrest) en gedetineerde jeugdigen;
- behandelinrichtingen: daarin worden jeugdige delinquenten behandeld voor ontwikkelingsstoornissen. Zij worden hier geplaatst vanwege een maatregel tot plaatsing in een jeugdinrichting.

## Justitiële jeugdinrichtingen (JJI)
Sinds 2010 kunnen alleen kinderen om een ‘strafrechtelijke’ reden geplaatst worden in een justitiële jeugdinrichting (in de volksmond: jeugdgevangenis). Bij strafrechtelijk gedetineerde jongeren wordt beoogd de maatschappij tegen de jongere te beschermen. Civielrechtelijke jongeren worden geplaatst in een jeugdzorg instelling van het Ministerie van Volksgezondheid, Welzijn en Sport. Bij een civielrechtelijk geplaatste jongere is het de bedoeling om de jongere tegen de maatschappij te beschermen. Met beide soorten van plaatsingen wordt tevens beoogd een goede terugkeer van de jongere in de samenleving mogelijk te maken. De scheidslijn tussen deze twee groepen is niet altijd even scherp te trekken.

### Strafrechtelijk geplaatste kinderen
De criteria voor het opleggen van een PIJ maatregel zijn:
- er moet sprake zijn van een misdrijf waarvoor iemand in voorlopige hechtenis kan worden genomen;
- de maatregel moet nodig zijn voor de veiligheid van anderen, dan wel voor de algemene veiligheid van personen of goederen;
- de maatregel moet in het belang zijn van een zo gunstig mogelijke verdere ontwikkeling van de jeugdige;
- een PIJ-maatregel kan alleen opgelegd worden na advisering van ten minste twee gedragsdeskundigen uit verschillende disciplines.

### Civielrechtelijk geplaatste kinderen
Verreweg het grootste deel van de civielrechtelijk geplaatste jongeren is geplaatst op basis van een OTS-maatregel (ondertoezichtstelling).

Een minderjarige die zodanig opgroeit dat zij of hij in haar of zijn ontwikkeling ernstig wordt bedreigd, kan onder toezicht worden gesteld. Dan moet de zorg die in verband met het wegnemen van de bedreiging noodzakelijk is voor de minderjarige of voor haar of zijn ouder(s) door hen niet voldoende worden geaccepteerd. Ook moeten de ouder(s) niet in staat zijn om de verantwoordelijkheid voor de verzorging en opvoeding te dragen. Pas als aan deze beide voorwaarden is voldaan, kan de kinderrechter een minderjarige onder toezichtstelling stellen van een gecertificeerde instelling (vroeger Bureau Jeugdzorg genoemd). De ondertoezichtstelling wordt opgelegd voor ten hoogste één jaar, maar kan telkens met een jaar worden verlengd. De ondertoezichtstelling eindigt meestal bij het bereiken van de meerderjarigheid door de minderjarige.